# جامعة محافظة أيشي للفنون الجميلة والموسيقى
جامعة محافظة أيشي للفنون الجميلة والموسيقى (باليابانية: 愛知県立芸術大学 Aichi kenritsu geijutsu daigaku) هي جامعة عامة تقع في مدينة ناغاكتي في محافظة آيتشي باليابان أسست عام 1966 تقع الجامعة في منطقة جبلية على الضواحي الشرقية من مدينة ناغويا بعيدًا عن ضجيج وسط المدينة.